# Илино
 Тази статия е за ресенското село.  За демирхисарското село, вижте Големо Илино.  За съседното демирхисарско село, вижте Мало Илино.
Илино (на македонска литературна норма: Илино) е село в община Ресен, Северна Македония.

## География
Селото e разположено на север от град Ресен, в планината Изток.

## История
Селото не фигурира в преброяването от 2002 година.